# Goreči grm (Nicolas Froment)
Goreči grm je triptih Nicolasa Fromenta, avignonskega umetnika, narejen v 15. stoletju.

## Zgodovina
Kralj René je triptih leta 1476 naročil za grobnico svoje rodbine . Delo izvira iz samostana Grands-Carmes, uničenega med revolucijo. Slika je krasila oltar samostana, kjer je kralj René želel, da njegovi ostanki počivajo. Tam je ostal do leta 1792, nato je bil leta 1808 prenesen v stolnico Saint-Sauveur v Aix-en-Provence, kjer je od leta 2011 razstavljena v kapeli sv. Lazarja.

## Opis
Na zloženem oltarju je upodobljen grizaj in Trompe l'oeil Oznanjenja, kjer se nadangel Gabrijel in Devica Marija gledata. Njun dialog (»Živjo, polna milosti, Gospod je s teboj«. »Jaz sem gospodova služkinja, naj mi bo to storil po njegovi besedi«.) Je prepisana na svitkih, naslikanih na sredini oltarne slike. Angel drži oljčno vejico z dvanajstimi olivami, simbolom miru.
Oltarna slika se odpre: na levi strani je kralj René, kleči, z rokami v molitvi in obkrožen s svojimi zavetniki Marijo Magdaleno, Antonom Puščavnikom in Maurice Anžujskim, ki nosi zastavo reda (Ordre du Croissant (Maison capétienne d'Anjou-Sicile)), ki ga je ustanovil kralj. Na desni plošči kraljica Jeanne de Laval kleči pred svojim molitvenikom. Obkrožena je s svetim Janezom, sv. Katarino Aleksandrijsko in svetim Nikolajem.
Osrednja plošča predstavlja Devico in dete na gorečem grmu. V ospredju na desni strani Mojzes, ki čuva svojo čredo, ob pogledu na to prizorišče sezuje čevlje. Citat iz knjige Pregovori (hebrejsko: מִשְלֵי, Míshlê (Shlomoh) premaga delo: »Kdor me najde, bo našel življenje in našel odrešenje v materi Božji«, aluzija na vernike, ki jih je rešila njihova vera. Po mnenju specialistov bi mesto, ki je na desni strani mize, lahko bil Avignon. Kar zadeva grad na levi strani, bi to lahko bil grad Saumur v grofiji Anjou, last kralja Renéja.
Pobarvan okvir osrednje plošče predstavlja dvanajst kraljestev Judov. Na dnu okvira je razlaga gorečega grma: »V grmu, ki ga je videl Mojzes, da gori, ne da bi ga zaužil, smo spoznali, sveta Mati božja, vašo čudovito ohranjeno devištvo«. Prizor je napolnjen s simboli, ovcami, rastlinjem, kretnjami, medaljonom (na prsih angela, kjer sta naslikana Adam in Eva, zato prvi greh odkupi Devica), ogledalo, oblačila, vzhajajoče sonce, skala (svetopisemska podoba Boga in na kateri raste grm z dvanajstimi debli fige), reka, zveri in celo barve, nič ni prepuščeno naključju.
Delo, ki tehta skoraj pol tone, je bilo obnovljeno in v ponovno postavljeno v stolnico konec januarja 2011.
- Zaprt triptih
- Odprt triptih
- Srednji panel
- Stranska panela